# すみかわスノーパーク
みやぎ蔵王すみかわスノーパーク（みやぎざおうすみかわスノーパーク、英語:SUMIKAWA SNOW PARK）は、宮城県刈田郡蔵王町にあるスキー場。

## 概要
蔵王山の山頂付近に位置する。標高が高いので、パウダースノーなのが特徴。
スノーボードも利用可能。スキーやスノーボードのスクールも行っている。
滑りながら樹氷を見ることができる他、雪上車に乗り刈田岳エリアの自然の地形を体験できるキャットツアーや、みやぎ蔵王の樹氷めぐりツアーがシーズン中に行われている。
他の一般的なスキー場は、リフト下やコース脇の不整地などの滑走を禁止している事が多いが、当スキー場はリフト下やコース脇などでも「管理区内であれば自己の責任でどこでも自由に滑走してください」という様な自由を尊重したスタイルで運営されている。ただしルールが無いわけではなく、ゲレンデ内でツアーの雪上車とすれ違う際は、滑走していても停止を求めれる等のルールはある。

## ゲレンデ
コース
- あとみゲレンデ
  - あとみAコース（中級）650m
  - あとみBコース（上級）700m
  - あとみシャドーコース（中級）500m
- 観光ツアーコース（初級）3,000m
- 第2林間コース（初級）780m
- すみかわゲレンデ
  - すみかわAコース（初級）600m
  - すみかわBコース（初級）700m
  - すみかわCコース（初級）500m

リフト
- 第1リフト（ペア）490m
- 第2リフト（ペア）777m
- 第3リフト（ペア）535m

## アクセス
蔵王エコーライン沿いに位置する。近くには御釜がある。山形県県境と近いが、蔵王エコーラインの宮城県蔵王町～山形県上山市区間が冬季通行止めとなるため、山形県側から利用する場合は宮城県側からアクセスしないといけない。
- 自動車
  - 遠刈田温泉から約20分。
  - 山形自動車道宮城川崎ICから約45分。
  - 東北自動車道村田ICから約40分。
  - 東北自動車道白石ICから約45分。
- バス
  - スキーシーズンにおいてJR仙台駅東口とJR長町駅前から予約制の送迎バス「樹氷号」が運行している。
  - スキーシーズンにおいてございんホール、遠刈田温泉観光案内所、Active Resorts 宮城蔵王、峩々温泉入口から予約制の無料送迎バスが運行している。